# Christer Nerfont
Jan Christer Nerfont, född Nilsson 7 oktober 1969 i Burlöv, är en svensk sångare och musikalartist anställd vid Wermland Opera i Karlstad.

## Biografi
Nerfont inledde sin scenkarriär inom Lundaspexarna och Jesperspexet i slutet av 1980- och början av 1990-talet, och tillhörde där samma spexargeneration som Johan Wester och Anders Jansson, vilka båda även anlitade honom i en av huvudrollerna i karnevalsfilmen Angst Lundakarnevalen 1994. För 2002 års karnevalsfilm, Vaktmästaren och professorn gjorde han en insats som sångsolist.
Han utbildade sig sedan till musikalartist vid Teater- och Operahögskolans musikalartistutbildning i Göteborg och fick sitt stora genombrott som Robert i Kristina från Duvemåla, först som ersättare för Peter Jöback, därefter under flera perioder som förstabesättning i rollen både vid GöteborgsOperan och Cirkus i Stockholm. Hans professionella debut skedde dock 1996 i rollen som Feuilly i Les Misérables på Värmlandsoperan (i regi av Vernon Mound), där han också gjorde inhopp i rollen som Jean Valjean. 
Vidare kan nämnas roller såsom Motel i Spelman på taket, titelrollen i musikalen Kaspar Hauser (mot bland andra Rikard Wolff, Gertrud Stenung och Evabritt Strandberg) och Enjolras i Les Misérables vid Malmö Opera och Musikteater, Tony i West Side Story på GöteborgsOperan och i dess gästspel med en engelsk version på Operan i Rom, Magaldi och Che Guevara i Evita på GöteborgsOperan, Hertigen i Junker Nils av Eka (ur Astrid Lindgrens bok Sunnanäng) på GöteborgsOperan, Luigi Lucheni i Nordenpremiären av musikalen Elisabeth, titelrollen i Nordenpremiären av musikalen Mozart!, Mickey i Blodsbröder och Tony i West Side Story på Värmlandsoperan i Karlstad samt på Wasa Teater i Finland. 
Våren 2006 gestaltade han titelrollen i musikalen Jekyll & Hyde på Värmlandsoperan. Under vintern 2006–2007 medverkade han i Värmlandsoperans uppsättning av Sweeney Todd som Tobias Ragg. Under hösten 2007 gjorde han den manliga huvudrollen som Robbie Hart i Europapremiären på musikalen The Wedding Singer mot bland andra Nina Lundseie, Karolina Krigsman, Tobias Ahlsell och Frida Modén Treichl. Våren 2008 spelade Nerfont titelrollen i Leonard Bernsteins Candide på Värmlandsoperan och under hösten gjorde han en mindre roll i La Bohème.
I Värmlandsoperans uppsättning av Sunset Boulevard med Skandinavienpremiär i september 2009 spelade han rollen som Joe Gillis mot Maria Lundqvist som Norma Desmond. Under våren 2010 genomförde han en turné runt om i Värmland med ett eget program, "Young at Heart", uppbyggt kring Frank Sinatras karriär. Under sommaren och hösten spelade han en av gamlingarna i Erik Gedeons musikal "Evigt ung".  Från och med november 2010 gestaltade han återigen dubbelrollen som Jekyll & Hyde, men denna gång på Malmö Opera. Under hösten 2011 medverkade Nerfont i Sverigepremiären av Gershwins musikal "Crazy for You" på Wermland Opera och under våren 2012 gjorde han den manliga huvudrollen där i Sverigepremiären på Broadwaymusikalen "Next to normal". Under 2012–2013 har han spelat den manliga huvudrollen i Sommarnattens leende på Malmö Opera, fortsatt med Evigt ung och musikalen Shreck i Karlstad. Dessutom har han gjort bland annat en konsertversion av Kristina från Duvemåla.
2014 gjorde Nerfont bland annat flera roller l'Orfeo i en mycket annorlunda uppsättning, en konsert med Elvis Costellos "The Juliet Letters", en månadslång julturné i länet och dessutom ett antal konserter runt om i landet.
Han gjorde under 2015 ett framträdande med 8 roller i En gentlemans handbok i kärlek & mord och under 2016 och våren 2017 gjorde han Jean Valjean i Les Miserables.
Som skådespelare utmärks Nerfonts stil av hög dramatisk laddning, ofta med drag åt det maniska eller starkt extroverta.
Han är sedan 1998 gift med musikalartisten Cecilie Nerfont, även hon anställd vid Wermland Opera. De har två döttrar tillsammans. 

## Teater

### Roller (ej komplett)
| År   | Roll                        | Produktion                                                                                | Regi                 | Teater            |
| ---- | --------------------------- | ----------------------------------------------------------------------------------------- | -------------------- | ----------------- |
| 1996 | Feuilly                     | Les Misérables Claude-Michel Schönberg och Alain Boublil                                  | Vernon Mound         | Wermland Opera    |
| 1997 | Robert, Karl Oskars bror    | Kristina från Duvemåla Benny Andersson och Björn Ulvaeus                                  | Lars Rudolfsson      | GöteborgsOperan   |
| 1997 | Motel                       | Spelman på taket Joseph Stein, Jerry Bock och Sheldon Harnick                             | Lars Rudolfsson      | Malmö musikteater |
| 1999 | Tony                        | West Side Story Leonard Bernstein, Stephen Sondheim och Arthur Laurents                   | Staffan Aspegren     | GöteborgsOperan   |
| 1999 | Lucheni                     | Elisabeth Sylvester Levay och Michael Kunze                                               | Ronny Danielsson     | Wermland Opera    |
| 2001 | Agustín Magaldi Che Guevara | Evita Andrew Lloyd Webber och Tim Rice                                                    | Ronny Danielsson     | Göteborgsoperan   |
| 2001 | Kaspar Hauser               | Kaspar Hauser Johnny Dennis, Martin Gjerstad, Tore Johansson, Ulf Turesson och Jonas Jarl | Johanna Garpe        | Malmö musikteater |
| 2001 | Malcolm                     | Macbeth2 Jan Sandström och KG Johansson                                                   | Staffan Aspegren     | Göteborgsoperan   |
| 2002 | Hertigen                    | Junker Nils av Eka Kim Hedås och Urban Lindh                                              | Urban Lindh          | Göteborgsoperan   |
| 2002 | Wolfgang Amadeus Mozart     | Mozart! Michael Kunze och Sylvester Levay                                                 | Ronny Danielsson     | Wermland Opera    |
| 2004 | Tony                        | West Side Story Leonard Bernstein, Stephen Sondheim och Arthur Laurents                   | Georg Malvius        | Wermland Opera    |
| 2005 | Mickey                      | Blodsbröder Willy Russell                                                                 | Billy Nilsson        | Wermland Opera    |
| 2006 | Jekyll/Hyde                 | Jekyll & Hyde – the musical Leslie Bricusse och Frank Wildhorn                            | Ronny Danielsson     | Wermland Opera    |
| 2007 | Robbie                      | The Wedding Singer Matthew Sklar, Chad Beguelin och Tim Herlihy                           | Staffan Aspegren     | Wermland Opera    |
| 2008 | Candide                     | Candide Leonard Bernstein, Lillian Hellmann och Richard Wilbur                            | Vernon Mound         | Wermland Opera    |
| 2008 | Parpignol                   | La Bohème Giacomo Puccini, Giuseppe Giacosa och Luigi Illica                              | Peter Konwitschny    | Wermland Opera    |
| 2009 | Joe Gillis                  | Sunset Boulevard Andrew Lloyd Webber, Don Black och Christopher Hampton                   | Ronny Danielsson     | Wermland Opera    |
| 2010 | Herr Nerfont                | Evigt ung Erik Gedeon                                                                     | Erik Gedeon          | Wermland Opera    |
| 2010 | Jekyll/Hyde                 | Jekyll & Hyde – the musical Leslie Bricusse och Frank Wildhorn                            | Ronny Danielsson     | Malmö Opera       |
| 2011 | Bela Zangler                | Crazy for you Ken Ludwig, George och Ira Gershwin                                         | Shaun Kerrison       | Wermland Opera    |
| 2012 | Herr Nerfont                | Evigt ung Erik Gedeon                                                                     | Erik Gedeon          | Wermland Opera    |
| 2012 | Maken Dan                   | Next to normal Tom Kitt och Brian Yorkey                                                  | Svein Sturla Hungnes | Wermland Opera    |
| 2013 | Fredrik Egerman             | Sommarnattens leende Stephen Sondheim och Hugh Wheeler                                    | Dennis Sandin        | Malmö Opera       |
| 2013 | Lord Farquaad               | Shrek the musical David Lindsay-Abaire och Jeanine Tesori                                 | Shaun Kerrison       | Wermland Opera    |
| 2014 | Herde Karon                 | L'Orfeo Claudio Monteverdi och Alessandro Striggio                                        | Kristofer Steen      | Wermland Opera    |
| 2015 | Hugh Dorsey                 | Parade Alfred Uhry och Jason Robert Brown                                                 | Markus Virta         | Wermland Opera    |
| 2015 | Familjen D’Ysquith          | En gentlemans handbok i kärlek & mord Robert L. Freedman och Steven Lutvak                | Markus Virta         | Wermland Opera    |
| 2016 | Jean Valjean                | Les Misérables Claude-Michel Schönberg, Alain Boublil och Herbert Kretzmer                | James Grieve         | Wermland Opera    |
| 2017 | Christer Nerfont            | Evig Jul Erik Gedeon                                                                      | Erik Gedeon          | Wermland Opera    |